# Odwrócenie przymierzy
Odwrócenie przymierzy (fr. Renversement des alliances) – termin używany do określenia zmiany systemu sojuszy europejskich, która nastąpiła przed wybuchem wojny siedmioletniej (1756–1763).
Francja poparła dotychczasowego wroga, Austrię, a wystąpiła przeciw Prusom i Wielkiej Brytanii. Ojcem i matką Renversement des alliances byli austriacki dyplomata (późniejszy kanclerz) Wenzel Anton von Kaunitz i Madame Pompadour, która przekonała Ludwika XV.

## Galeria

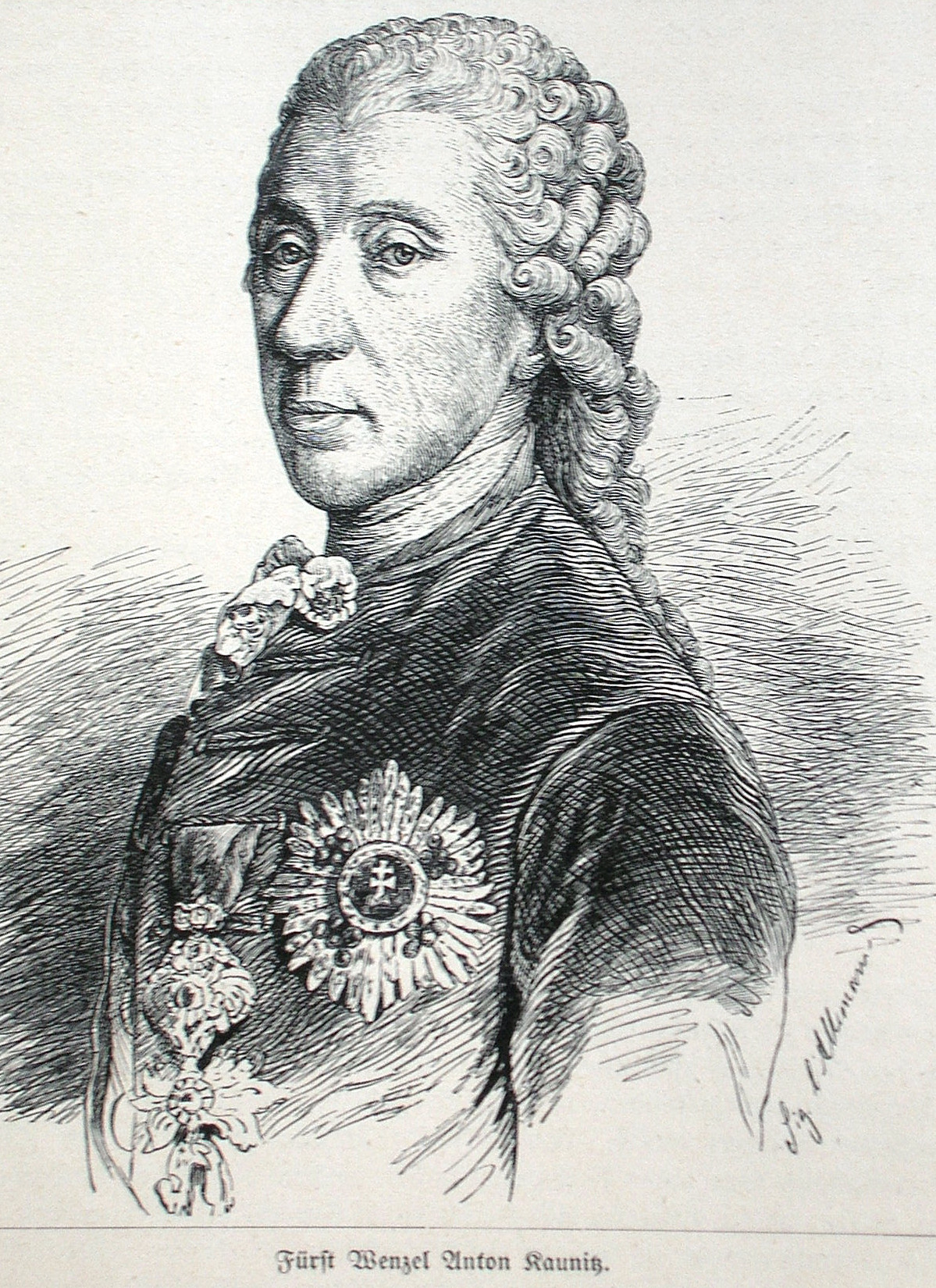
Wenzel Anton von Kaunitz
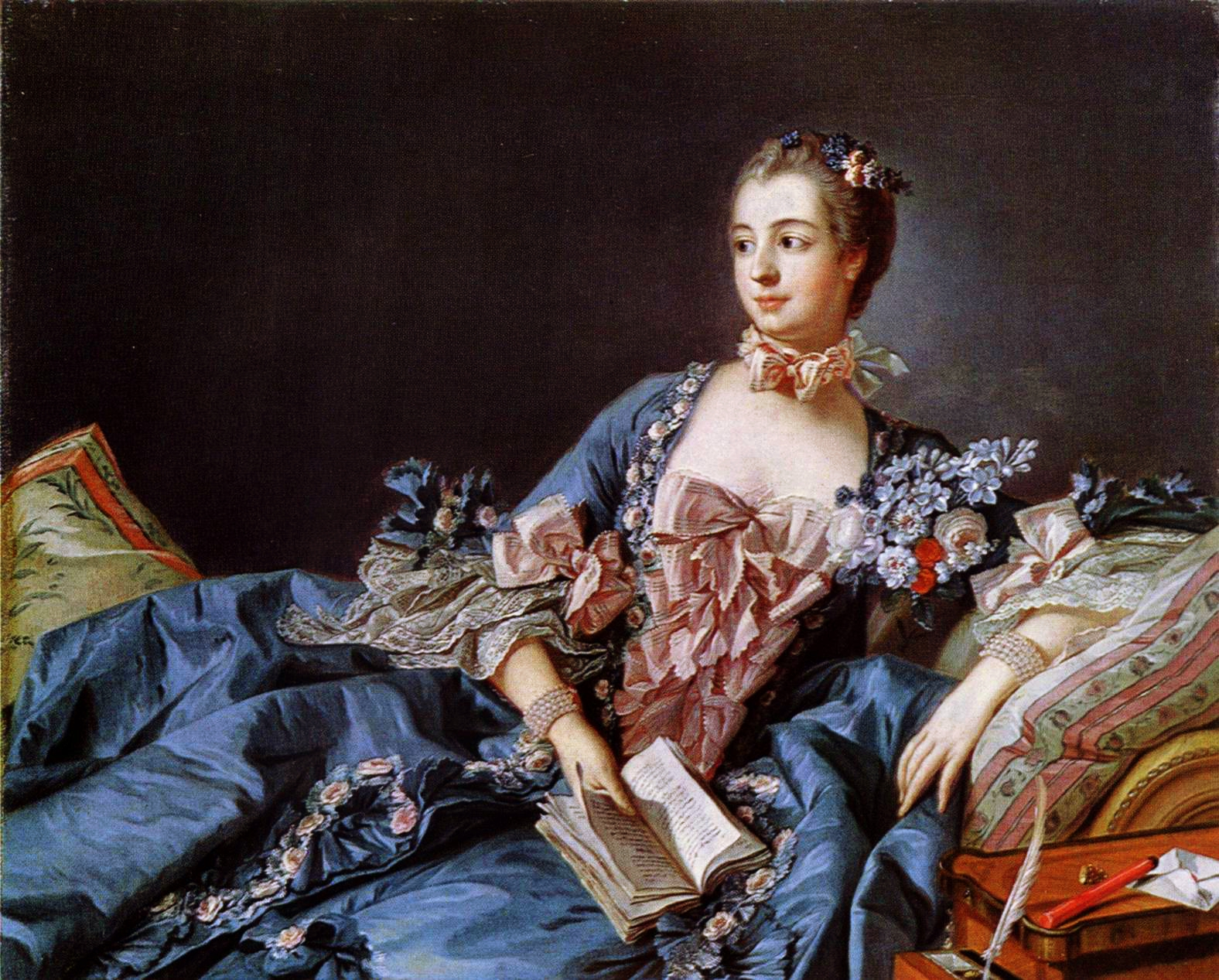
Madame Pompadour